# عبد الرحيم البرعي
الشيخ عبد الرحيم بن الشيخ محمد وقيع الله  «البرعي» أحد أبرز شيوخ الصوفية العاملين في السودان والعالم الإسلامي، أسس والده الزريبة في عام 1900 م خلفه البرعي على سجادة الطريقة السمانية، قام بإنشاء أكثر من 15 معهد لتدريس القرآن وعلومه، كما ساعد في الأعمال الخيرية وقام بتزويج أكثر من 5,000 شاب وشابة. منحته جامعة أم درمان الإسلامية وجامعة الجزيرة الدكتوراه الفخرية، كما أضحت قصائده في المديح النبوي ومنها قصيدته الشهيرة "بوريك طبك" والتي صرح الشيخ البرعي انها أفضل قصائده في لقاء تلفزيوني شهير ومن قصائده الشهيره قصيدة البلد الأمين.

## نسبه
الشيخ عبد الرحيم ابن الشيخ محمد وقيع الله يرجع نسبه إلى الصحابي الجليل الزبير بن العوام، كما أن جدته يرجع نسبها إلى الشيخ عبود النصيح والدته هي الرسالة بنت عبد الرحمن يتصل نسبها بالشيخ سلمان العوضي «الجعلي»، درس الشيخ البرعي القرآن الكريم بمسجد والده، على يد الفقيه الشيخ ميرغني عبد الله تحت إشراف والده الشيخ محمد وقيع الله.

## من شعره
قال: